# MEncoder
MEncoder — це вільний програмний засіб командного рядка для перетворення медіа, що доступна під ліцензією GNU General Public License. Це додаток до MPlayer, який може конвертувати всі формати, що доступні в MPlayer в широкий набір стислих і не стислих форматів використовуючи різні кодеки.
MEncoder включено до дистрибутиву MPlayer.

## Можливості
Він побудований на базі того ж самого коду, що і MPlayer, він може зачитувати всі ті джерела, які може читати MPlayer, декодувати всі медіа формати, які може декодувати MPlayer і він може використовувати всі фільтри, що і MPlayer. MPlayer також можна використовувати для перегляду результату всіх фільтрів (або цілої черги фільтрів) не запускаючи для того MEncoder. Якщо система не здатна обробити це в режимі реального часу realtime, аудіо можна вимкнути опцію -nosound, щоб забезпечити більш плавний перегляд результату роботи відео фільтрів.
Можна копіювати аудіо і/або відео без модифікації у вихідний файл, аби уникнути втрати якості через повторне перекодування. Наприклад, щоб змінити лише аудіо або лише відео, або перенести аудіо/відео дані незмінними в інший формат контейнеру.
Оскільки він використовує той самий код що і MPlayer, він має той самий великий набір добре настроювальних відео і аудіо фільтрів, що дозволяють трансформувати аудіо і відео потоки. До таких фільтрів відносяться кадрування, масштабування, вертикальний розворот, горизонтальне відзеркалення, доповнення що утворює обрамлення за технікою каше, обертання, налаштування яскравості/контрасту, змінення співвідношення сторін, перетворення колірного простору, відтінок/насиченість, кольорова гама-корекція, фільтри для зменшення візуальних артефактів стиснення даних за допомогою MPEG кодеку (усування блоків, ореолу), автоматичне налаштування яскравості/контрасту (авторівень), Різкість/розмиття, усування шуму, декілька методів деінтерлейсінгу, і реверсивний телесін.